# José María López Lledín
José María López Lledín (A Fonsagrada, 30 dicembre 1899 – L'Avana, 11 luglio 1985) è stato un avventuriero spagnolo.
Conosciuto con il soprannome El caballero de París ("Il gentiluomo di Parigi"), fu un pittoresco e popolare personaggio di strada a L'Avana, Cuba, negli anni cinquanta del XX secolo.

## Biografia

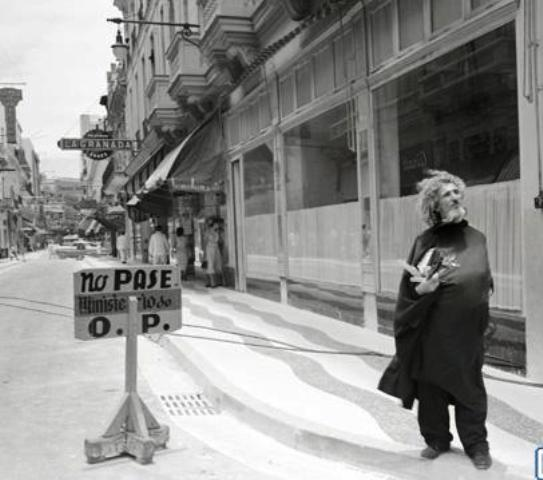
El Caballero de Paris a Calle San Rafael, 1955

López Lledín nacque nel comune di Fonsagrada, in provincia di Lugo, Spagna, il 30 dicembre 1899 figlio di Manuel López Rodríguez e Josefa Lledín Méndez, proprietari di una villetta con annessi vigneti dove veniva prodotto del vino. All'età di sette anni iniziò a frequentare la scuola primaria a Negueira e, dopo aver abbandonato gli studi, arrivò a L'Avana il 10 dicembre 1913 all'età di dodici anni a bordo del piroscafo tedesco Chemnitz. Qui abitò insieme allo zio e alla sorella Inocencia, già a Cuba dal 1910. Lavorò poi in una drogheria di proprietà di un altro galiziano, fino a quando non lasciò la casa dello zio; fece poi il commesso in un negozio di fiori, in una sartoria, in una libreria e nell'ufficio di un avvocato. Studiò il galateo per raffinare le sue maniere e trovare migliori posti di lavoro. Successivamente trovò un impiego come cameriere negli hotel Inglaterra, Telégrafo, Sevilla, Manhattan, Royal Palm, Salón A e Saratoga. Secondo il cugino Julio, era in grado di parlare anche un po' di inglese. In questo periodo il suo abbigliamento si fece sempre più eccentrico, e iniziò a vestirsi alla "moda francese". 

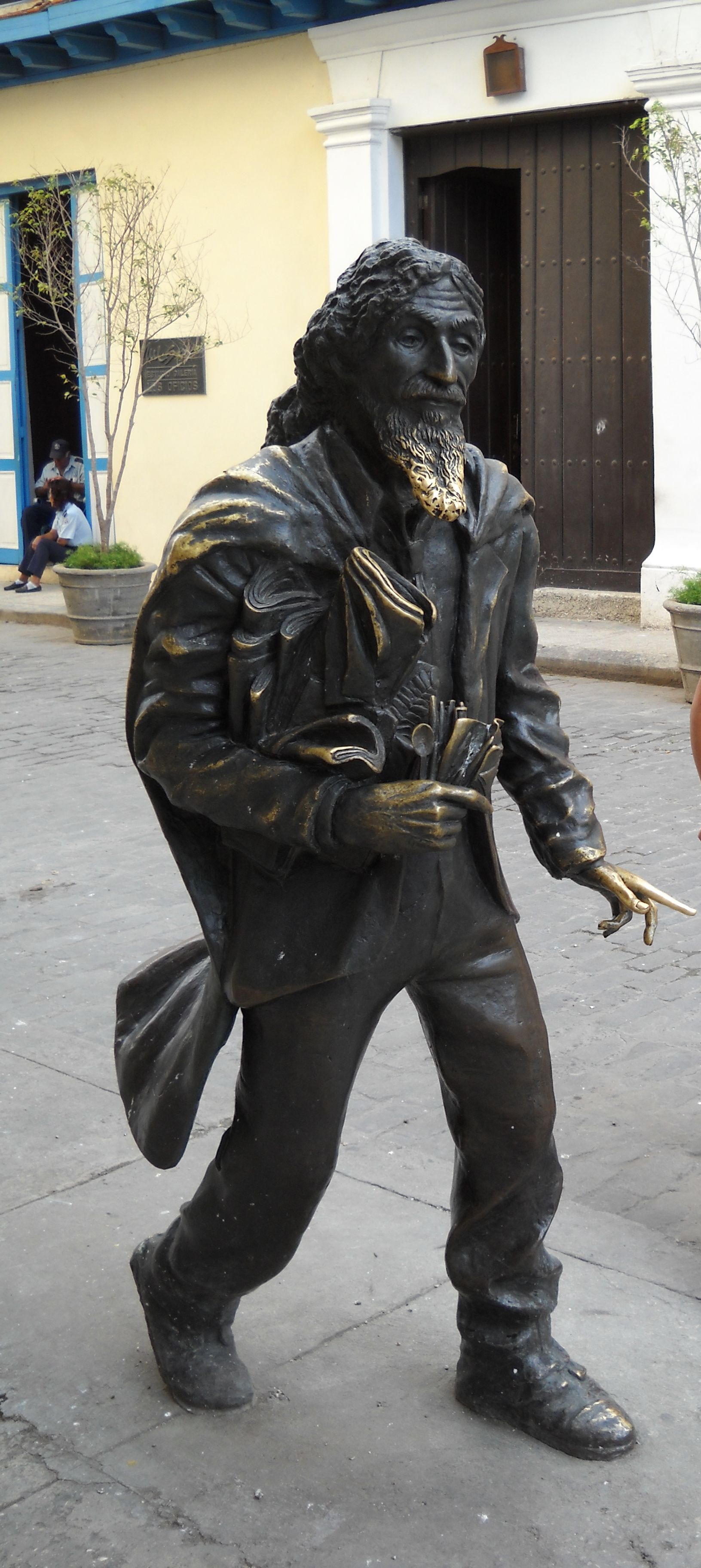
Statua in bronzo di Jose Maria Lopez-Lledin opera dello scultore José Villa Soberón. La barba della scultura in metallo si è consumata negli anni a causa dell'usanza dei turisti di toccarla come auspicio di buona fortuna e augurio di ritornare un giorno a Cuba

Poi perse la ragione e divenne "El Caballero de París" quando venne arrestato alla fine del 1920 e incarcerato nella prigione "El Castillo del Príncipe" di L'Avana. I motivi del suo arresto sono sconosciuti ma egli dichiarò sempre la propria innocenza. Fu sempre vago circa l'origine del suo soprannome. Una volta disse al suo biografo che lo aveva preso da un romanzo francese. In un'altra occasione dichiarò che la gente aveva iniziato a chiamarlo "El Caballero" alla "Acera del Louvre" ("passeggiata del Louvre"), un'area del Paseo del Prado di L'Avana dove erano situati tre hotel, incluso l'"Inglaterra" dove egli aveva lavorato. Forse nella sua mente associò la "Acera del Louvre" con Parigi. Disse che L'Avana era "molto parigina" e che lui era "un moschettiere, un pirata francese e un cavaliere di Lagardiérè". Affermò inoltre che "Parigi è molto conosciuta a L'Avana" e che "molti cubani sono diventati famosi a Parigi, come Marta e Rosalía Abreu di Santa Clara". Altri invece affermano che quando López Lledín lavorava nel ristorante "París", improvvisamente iniziò a dichiararsi cavaliere e re, e che i clienti iniziarono quindi a chiamarlo scherzosamente "El Caballero de París". Infine, sua sorella Mercedes, disse che il soprannome derivava da una fidanzata francese di López Lledín, che era morta durante il viaggio per raggiungerlo a L'Avana. Vagabondò così per le strade di L'Avana per molti anni e fu in questo periodo che guadagnò la propria fama. Non lasciò mai la città dopo l'insorgere dei suoi problemi mentali. Venne arrestato varie volte e in una occasione, o forse due, venne imprigionato e rasato completamente a zero. Nel 1941 venne internato per breve tempo nel manicomio Mazorra di L'Avana, ma venne rilasciato quasi subito dietro ordine presidenziale. Un celebre aneddoto ebbe luogo in televisione:
(José María López Lledín)
Nel 1949, egli dichiarò alla rivista Bohemia:
(José María López Lledín)
Il 7 dicembre 1977 venne internato nel manicomio "Mazorra" di L'Avana a causa del deteriorarsi delle sue condizioni psichiche. Durante la sua permanenza al Mazorra fu sottoposto a test fisici e psicologici e si fratturò un'anca a causa di una caduta. Il suo psichiatra gli diagnosticò una forma di parafrenia, una sorta di schizofrenia paranoide; comunque non soffrì mai di allucinazioni, solitamente associate con tale stato mentale.
Egli morì al Mazorra l'11 luglio 1985 all'età di 86 anni. Inizialmente fu seppellito nel cimitero di Santiago de Las Vegas a L'Avana. Successivamente i suoi resti furono riesumati da Eusebio Leal, storico dell'Avana, e trasferiti definitivamente nella Basilica minore di San Francesco d'Assisi.

## Riferimenti nella cultura di massa
- Una statua in bronzo opera dello scultore José Villa Soberón raffigurante José María López Lledín è posizionata davanti all'entrata della Basilica minore di San Francesco d'Assisi a L'Avana.
- Un'altra statua, opera di Héctor Martínez Calá, è presente all'interno dell'Havana Scale Model Museum a Miramar.
- Una serie di dipinti di Gilberto Marino e Luis Roberto Miqueli Prez raffigurano López Lledín.
- La canzone Memoria y Testamento della cantante cubana Liuba María Hevia menziona El Caballero de Paris.
- La danzón El Caballero de Paris del compositore Antonio María Romeu ed interpretata da Barbarito Diez, è dedicata alla figura di López Lledín.
- L'incrocio tra la 36th Avenue e l'8th Street a Miami, il 9 marzo 2004 è stato ufficialmente denominato "Avenida El Caballero de París".
- La canzone El ilustrado caballero de Paris di Gerardo Alfonso è dedicata a José María López Lledín.